# Ašantská říše
Ašantská říše neboli Říše Ašanti, respektive Ašantské království (Asanteman) byl stát na území dnešní Ghany, od 17. do konce 19. století jeden z nejmocnějších černošských států v období kolonizace.

## Historie
Počátek její historie se datuje do 13. století, kdy se rozpadla Ghanská říše. Její obyvatelé migrovali na úrodná území dnešní severní Ghany. Tam se postupně zformovala federace akanských kmenů s hlavním městem Kumasi. Pravděpodobně v roce 1695 se Osaj Tutu z kmene Ašantů stal panovníkem nově vzniklé říše s centralizovanou mocí. Díky svým politickým a vojenským schopnostem dobyl sousední kmen Denkyira. Symbolem nově vzniklé říše se stal posvátný zlatý stolec, který je vyobrazen i na ašantské vlajce. Podle legendy spadl z nebe a stal se symbolem panovníka a jeho moci. Tento stolec nebyl trůnem, ašantští panovníci na něm nikdy nesedali, naopak byl vystavován na zvláštním malém trůnu. Uctívány byly i trůny zemřelých ašantských panovníků, v nichź měli sídlit královští duchové. Z toho důvoodu si každý nově nastupující panovník nechával zhotovit nový trůn.
Druhou nejdůležitější osobou po králi byla královna matka. U dvora hráli důležitou roli kněží a kouzelníci, ale také odumfové, kteří byli zároveň služebníci krále, policejní služba a popravčí. Při významných příležitostech se pořádaly královské průvody, při nichž král se svým dvorem procházel hlavním městem Kumasi, konaly se tance, oběti a rituály. Královské průvody doprovázela hudba složená z bubnů a slonovinových trubek. Symbolem Ašantské říše byl dikobraz, který představuje připravenost k obraně.
V té době bylo pobřeží spravováno evropskými kolonisty, a kvůli zlatu bylo velice oblíbeným obchodním místem. Ašantové měli rovněž bohaté zdroje zlata, s nímž, vedle slonoviny a otroků, ve velkém obchodovali s Evropany i s muslimskými říšemi oblasti Sahelu. K vážení zlata se užívala umělecky zpracovaná mosazná závaží ve tvaru zvířat, lidí nebo i kopulujících dvojic. Ze zlata se zhotovovaly šperky i rukojeti rituálních mečů, které symbolizovaly hodnost krále a náčelníků. Meče měly tvar mačety, rukojeť tvoří zlatý sloupek se dvěma zlatými koulemi.

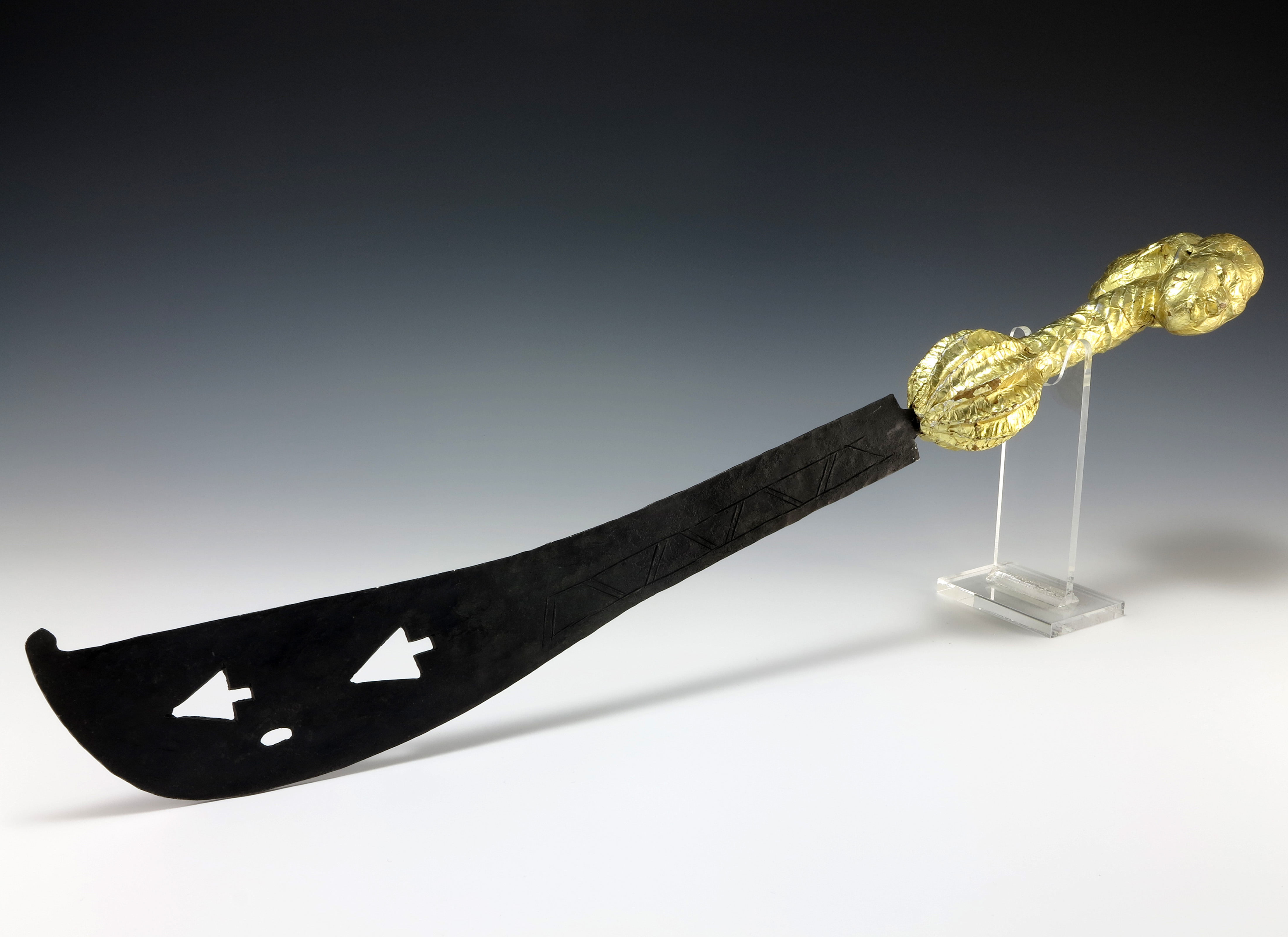
Ašantský rituální meč

V 19. století Ašantové dlouhodobě odolávali Britům, kteří v té době obsadili Zlatonosné pobřeží. Ašantská říše byla definitivně připojena k britskému protektorátu až v roce 1896 po sedmé anglo-ašantské válce, ve které měli Britové značnou materiální i početní převahu.
Dnes je na území bývalé říše jedna z oblastí Ghany – Ashanti, tradice království zůstala zachována, ale panovník už nemá politickou moc, jeho funkce je pouze reprezentační a rituální. Od roku 1999 je králem Osei Tutu II.